# Mont Lassois

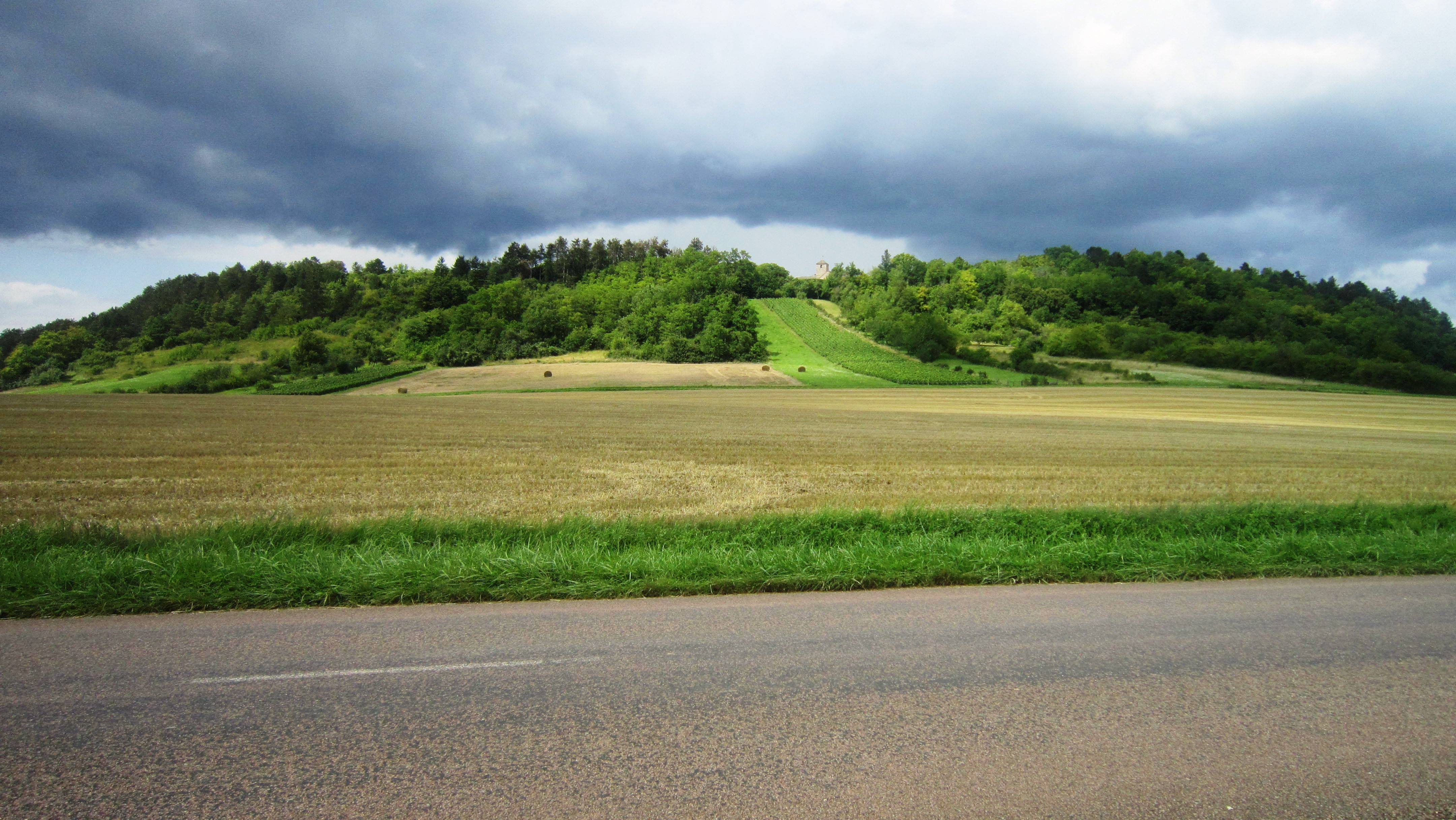
Mont Lassois

Der Mont Lassois ist ein Zeugenberg am Oberlauf der Seine, überragt deren Tal um etwa 100 m und wird von einer denkmalgeschützten Kirche aus dem 12. Jahrhundert gekrönt. Der Berg ist seit den 1930er Jahren Gegenstand von Ausgrabungen von archäologischen Funden insbesondere der Hallstattzeit.

## Geografische Lage
Der Mont Lassois liegt sechs Kilometer nordwestlich von Châtillon-sur-Seine am Oberlauf der Seine im Département Côte-d’Or in Frankreich. Es handelt sich geologisch um einen Zeugenberg (auch Ausliegerberg), einen Einzelberg in einer Schichtstufenlandschaft, der durch Erosionsvorgänge vom Schichtstufenplateau, dem er ursprünglich angehörte, isoliert wurde.
Der Mont Lassois besteht eigentlich aus zwei Hügeln, dem Mont Rousillon und dem nordöstlich davon liegenden, etwa zwanzig Meter höheren Mont Saint-Marcel. Östlich befindet sich der Ort Vix. Hier ist die Seine zumindest mit Flößen oder Flachkähnen bereits schiffbar, was maßgeblich zu der Bedeutung dieser Gegend als Umschlagplatz im europäischen Handelsnetz der Hallstattzeit um 500 v. Chr. beitrug. Der wichtige Transportweg zu Wasser traf hier zudem auf eine Route vom Mittelmeer nach Norden.

## Geschichte
Der mindestens seit der Hallstatt-Kultur besiedelte Mont Lassois war Sitz eines Oppidums der Kelten. Der Ort erlebte in der La-Tène-Zeit einen Rückgang der Besiedlung zugunsten des 20 km entfernten Vertillum. Im ersten vorchristlichen Jahrhundert scheinen die unteren Teile des ehemaligen Oppidums und der Seine-Schleife wieder besiedelt zu sein. Während Vertillums Bedeutung weiter zurückging, entstand auf dem Mont Lassois eine Stadt, die zu einer Civitas der Lingonen gehörte, wie die Entdeckung eines Hypokaustums und von Haushaltsgegenständen aus der Zeit um das erste Jahrhundert vor Christus zeigen.
Der Ort, der zu dieser Zeit als Latiscum bezeichnet wurde, wurde im 4. Jahrhundert durch einen Einfall der Vandalen zerstört, scheint aber eine gewisse Sicherheit gewährleistet zu haben: um 451 verlegte Lupus von Troyes  seinen Bischofssitz dorthin. Der Heilige Valentin von Griselles, der spätere Gründer der Abtei in Griselles, wurde vermutlich hier um 519 in einer Familie römischer Honoratioren geboren, bevor er in Reims am Hof von Theudebert I., dem Enkel von Chlodwig, erzogen wurde. Dies wird durch eine merowingische Nekropole und Keramikfunde in der Nähe des Gipfels sowie durch Münzen, die im Namen der Stadt geprägt wurden, gestützt.
Im 9. Jahrhundert errichtete Graf Gerhard II. von Paris eine Burg und eine Kapelle auf dem als Roussillon bezeichneten Teil des Mont Lassois. So werden 887 eine Abteikirche Saint-Marcel und ein castrum auf dem Berg erwähnt. Diese Stadt soll später Opfer einer Seinefahrt von Wikingern geworden sein.

1111 oder 1112 nach der Schenkung der Kirche Saint-Marcel durch Beatrix, Ehefrau von Guy III. de Vignory, an die Abtei Molesme errichtet letztere ein Priorat auf dem Mont Roussillon. Dieses Priorat von Lassois überlebte das Mittelalter nicht: Zwar ist ein Prior noch 1227 bezeugt, doch scheint jede Besiedlung des Hügels im Laufe des 14. Jahrhunderts  eingestellt zu werden.

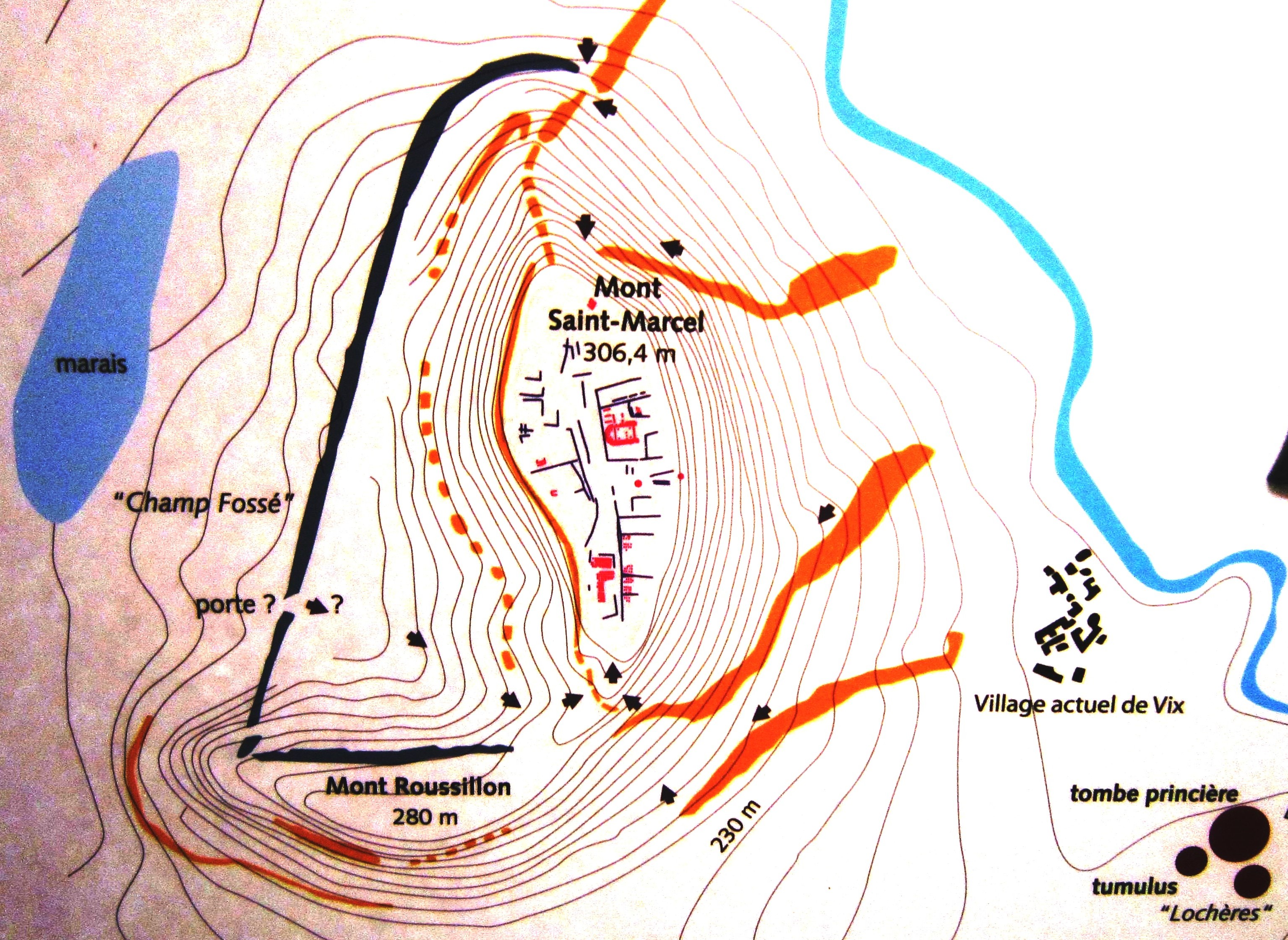
Plan des Oppidums

## Archäologische Bedeutung
Bereits in den 1930er Jahren wurden die Reste einer hallstattzeitlichen Siedlung auf dem Plateau des Mont Saint-Marcel entdeckt. Sie zeichnet sich durch ihre komplexen Siedlungsstrukturen und Wallanlagen als wichtiger Siedlungsplatz, als Oppidum, aus.
Auf dem Gipfel und den Hängen des Mont Lassois wurden Spuren einer Befestigung und mehrerer Gebäude entdeckt. Besiedlungsbefunde auf dem Plateau waren Grubenhäuser, Pfostenbauten, Feuerstellen und eine Pfostenschlitzmauer mit Murus-Gallicus-Nägeln. Aufwändige Graben-Mauer-Konstruktionen deuten auf die Bedeutung des Fürstensitzes hin.  Burg und Unterstadt waren vorhanden, seltene und teure Importwaren wurden gefunden und mehrere Grabhügel mit reichen Grabbeigaben lagen in der Nähe. Ob es sich dabei wirklich um „Fürsten“ – also weltliche oder geistliche Herren – oder um eine wirtschaftliche Oberschicht handelte, ist Gegenstand der wissenschaftlichen Diskussion.
Geomagnetische Untersuchungen durch Harald von der Osten im Jahre 2003 zeigen einen planmäßig angelegten Siedlungsverlauf in Nord-Süd-Achse mit komplexer Bebauung in Holzbauweise. Überschneidungen der Grundrisse weisen auf mehrere Bauperioden hin.
Südöstlich des Mont Lassois befindet sich eine 42 ha große spätbronze-, hallstatt- und spätlatènezeitliche Nekropole. Zu ihr zählen das 1953 entdeckte Fürstinnengrab von Vix und das nur 200 m davon entfernte Heiligtum von Les Herbues. Das quadratische Grabenwerk von 23 m Seitenlänge gilt als das früheste Grabmal dieser Art, das zu einem Ort des Ahnenkults ausgestaltet wurde.

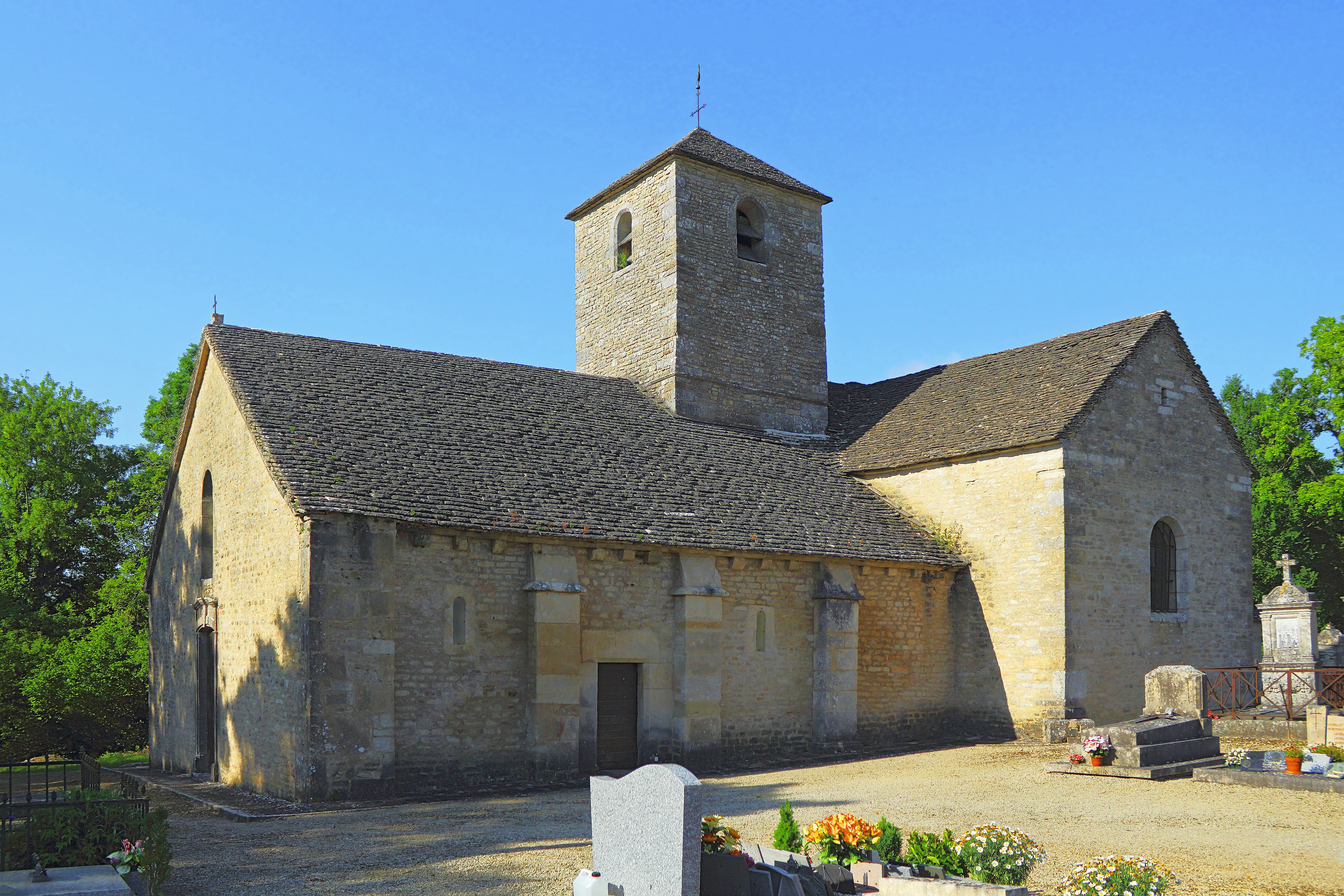
Église Saint-Marcel de Vix

Die denkmalgeschützte Kirche Église Saint-Marcel stammt aus dem 12. Jahrhundert. Sie ist die Pfarrkirche von Vix und Étrochey, das keine eigene Kirche besitzt.

## Welterbe-Bewerbung
Der Mont Lassois ist Teil einer transnationalen Bewerbung um einen Eintrag auf der Welterbeliste der UNESCO. Auf deutscher Seite wurden dazu durch Beschluss der Kultusministerkonferenz vom Dezember 2023 die Heuneburg in Baden-Württemberg und der frühkeltische Fürstensitz auf dem Glauberg in Hessen auf die deutsche Tentativliste gesetzt. Aufgrund des komplexen Verfahrens mit umfassenden Prüfungen, das einem Eintrag in die Liste des Welterbes vorangeht, ist mit einer Entscheidung des Welterbekomitees frühestens Anfang der 2030er Jahre zu rechnen.